# Danny Kristo
Daniel ”Danny” Kristo, född 18 juni 1990 i Eden Prairie, Minnesota, är en amerikansk före detta professionell ishockeyspelare. I Sverige har han spelade han för Västerviks IK och Brynäs IF.